# Gediminas Sagatys
Gediminas Sagatys (* 2. August 1977 Plungė) ist ein litauischer Jurist und Dozent der Mykolo Romerio universitetas (MRU). Seit 2024 ist er Richter am Europäischen Gerichtshof für Menschenrechte.

## Leben
Nach dem Abitur an der Mittelschule absolvierte Sagatys 1998 das Bachelorstudium der Rechtswissenschaften an der Lietuvos teisės akademija und 2000 das Masterstudium an der Lietuvos teisės universitetas in Vilnius. 2004 promovierte er zum Doktor an der Mykolo Romerio universitetas (MRU). Ab 2000 lehrte Sagatys als Lektor und ab 2006 als Dozent am Institut für Ziviljustiz an der MRU.
Von 2000 bis 2003 arbeitete Sagatys im Rechtsdepartament am Verteidigungsministerium Litauens und von 2003 bis 2007 an der Parlamentskanzlei bei Seimas als Oberberater. Von 2007 bis 2013 war er Rechtsanwalt. Seit Dezember 2013 war Sagatys Richter der Zivilsachenabteilung des Litauischen Obersten Gerichts.
Im Januar 2024 wurde Sagatys als Vertreter Litauens zum Richter am Europäischen Gerichtshof für Menschenrechte gewählt. Er trat seine voraussichtlich neunjährige Amtszeit am 16. April 2024 an.